# Microrreserva el Tajar
El paraje de el Tajar es una microrreserva de flora enclavada dentro del parque natural de la Sierra de Espadán, en la provincia de Castellón, concretamente en el municipio de Torralba del Pinar.
Es un importante bosque comunal que abarca una superficie de 8,60 ha, del cual se extraía carbón para su venta a los municipios de La Plana y de Segorbe.

## Vegetación
La flora y fauna del paraje son las propias de la sierra de Espadán, donde se ubica el mismo. Si bien, como especies prioritarias más representativas se encuentran el acebo (Ilex aquifolium), el tejo europeo o común (Taxus baccata), el escobón negro (Cytisus villosus), y pequeñas flores del género Minuartia valentina.
También son propios los Pinares de rodeno y  jaral-brezales, junto con alcornocales valencianos y comunidades de canchales.

## Nivel de protección
Fue declarada microrreserva de flora por acuerdo de la Generalidad Valenciana el 2 de diciembre de 1998, Correspondiendo la gestión de estas microrreservas al Servicio Territorial de la Consellería de Medio Ambiente en Castellón.